# Pseudopostega brevifurcata
Pseudopostega brevifurcata là một loài bướm đêm thuộc họ Opostegidae. Nó được miêu tả bởi Donald R. Davis và Jonas R. Stonis, 2007. Nó được tìm thấy ở provinces of Heredia và Guanacaste ở miền bắc Costa Rica.
Chiều dài cánh trước khoảng 2.7 mm. Con trưởng thành bay vào tháng 6 và tháng 10.